# 蘇格蘭教會
蘇格蘭教會（英語：Church of Scotland，常稱 the Kirk ）或稱蘇格蘭長老會，是蘇格蘭的一個長老宗教會，是蘇格蘭的民族教會，名義上的國教，但不受國家控制。苏格兰教会是世界归正宗团契的一员。

## 歷史
蘇格蘭教會的歷史可以追溯到中世紀的基督教，1150年以後的400年間，全蘇格蘭為羅馬天主教教區之一。現代意義上的蘇格蘭教會是在1560年蘇格蘭宗教改革之後形成的。
約翰·諾克斯（1514年－1572年11月24日）是蘇格蘭的宗教改革家，是蘇格蘭教會的創立者，他曾流亡日內瓦受教於宗教改革宗師約翰·加爾文，因而反對天主教，堅信政權為神賜給人民的。約翰·諾克斯領導的宗教改革導致1560年蘇格蘭宣布廢棄天主教信仰，接納新教。1561年起，約翰·諾克斯曾於愛丁堡住了11年，宗教改革推翻了天主教的主教制，承襲猶太教的遺傳：教會由德高望重的長老擔綱，即長老宗、長老教會（Presbyterian Church）。長老教會其治會由牧師和由信徒選出的長老負責，而行政組織則分四層或三層段就是堂議會（Kirk Session）、區會（Presbytery）、大會（Synod）和總會（General Assembly）。
其實長老宗成為國教的過程並不順暢，大約經過130年的大量犧牲，甚至導致戰爭的慘痛經驗。直到1690年，長老宗才成為蘇格蘭國教。成為國教之後，君王也要遵從長老教會了，但貴族及大業戶（大地主，即「領主」）仍擁有牧師的任命權。
蘇格蘭國教有兩種派系，一為溫和派（Moderates），一為福音派（Evangelicals）。後者是嚴格的加爾文主義者，對《西敏信條》（Westminster Confession）十分忠誠。兩派各有消長。十八世紀開始的蘇格蘭啟蒙運動漸漸軟化了剛硬的加爾文宗教狂熱，開啟了「以人為本」以及「歷史」和「人性」的主題討論，他們主張人性最基本的要素，包括道德理念都會受到不同時空和地理因素的牽動而不斷演化，今日大家公認所謂的自然科學—動物比較學，遺傳學、演化學、醫學；所謂的社會科學—人類學、人種起源、社會學、歷史學、經濟學都深深地受到這場蘇格蘭啟蒙運動的影響，而蘇格蘭教會也因此逐漸趨向世俗化。
十九世紀，由於不滿蘇格蘭長老教會此逐漸趨向世俗化，包括公理會、浸信會、卫斯理派開始推動宗教覺醒，嚴守安息日教規，由查麥士（或譯：錢伯斯）牧師（Rev.Thomas Chalmers，1780～1847）等教會領袖推動慈善事業，講究濟貧扶弱，1843年，持續的理念之爭終於導致蘇格蘭教會分裂，超過四百位牧師集體辭職，不領政府的錢而加入查麥士的陣營，組成了「蘇格蘭自由教會」，也迅速擴展到加拿大，而自由教會正是馬偕家族所隸屬的教會。

## 社會
截至2013年12月，其正式入會的信徒有398,389人，占蘇格蘭人口的7.5%。但依照2011年英國人口普查，有32%的蘇格蘭人自認為是蘇格蘭教會信徒。
英国君主亦是蘇格蘭教會的一員，但不同于英國國教會，英王不是教会最高领袖。英王在入會宣言中會表明“保持和維護一個新教的、長老宗的政府”。英王每年都會派遣一名高級專員出席蘇格蘭教會大會或者自己親自駕臨。英王或其欽差的出席是形式上的，一般並不會參與討論。

## 外部連結
- Official Church of Scotland website* （页面存档备份，存于）
- website of Action of Churches Together in Scotland（页面存档备份，存于）
- Church of Scotland daily news monitor and links at Scottish Christian.com

55°56′59″N 3°11′42″W / 55.94972°N 3.19500°W